# (52418) 1994 GX10
1994 جي أكس 10 (ويعرف أيضًا باسم (52418) 1994 جي أكس 10 وفق تسمية الكوكب الصغير) (بالإنجليزية: 1994 GX10)‏ هو كويكب ضمن حزام الكويكبات؛ وترتيبه 52418 من حيث الاكتشاف.
اكتُشف هذا الجُرم الفلكي بواسطة Palomar Planet-Crossing Asteroid Survey ‏ في 14 أبريل 1994.

## وصلات خارجية
- (52418) 1994 GX10 في قاعدة بيانات مختبر الدفع النفاث لأجرام النظام الشمسي الصغيرة

- الاكتشاف · مخطط المدار ·  العناصر المدارية · المعلمات المادية

- (52418) 1994 GX10 على موقع ويكي سكاي: DSS2, SDSS, GALEX, IRAS, Hydrogen α, X-Ray, Astrophoto, Sky Map, Articles and images